# Sigmaringen
Sigmaringen (in alemanno Semmerenga, in italiano storico Sigmaringa) è un centro abitato di 18 375 abitanti della Germania meridionale, a sud di Stoccarda, situato sulle rive del Danubio, nel Land del Baden-Württemberg (distretto di Tubinga).

## Storia
Dal 1534 fu capitale della contea che Carlo V diede in feudo a Carlo I di Hohenzollern, fondatore della dinastia Hohenzollern-Sigmaringen (che regnò sulla Romania dal 1866 al 1947). La contea nel dicembre del 1849 venne annessa al Regno di Prussia. Il monumento più insigne della città è il suo famoso castello, costruito su un picco roccioso che domina la città; esso risale al XII secolo, ma fu in gran parte ricostruito nel corso del XVI e rimaneggiato poi nel 1893, quando divenne residenza principale dei conti, poi Principi di Hohenzollern-Sigmaringen.
Oltre al castello principesco, notevole anche la chiesa parrocchiale costruita dagli stessi Principi.

### L'enclave francese (1944-1945)
I principi di Hohenzollern, sospetti ai nazisti dopo il colpo di Stato del cugino Michele I di Romania (che aveva defenestrato il dittatore militare Ion Antonescu loro alleato), furono posti agli arresti domiciliari il 20 luglio 1944 e il castello fu requisito. Il 7 settembre 1944 un migliaio di francesi collaborazionisti (tra cui un centinaio di «ufficiali» del regime di Vichy, alcune centinaia di membri della Milice française e di militanti dei partiti collaborazionisti nonché la redazione del giornale Je suis partout) - tutti in fuga dall'avanzata delle truppe alleate in Francia vennero radunati dai tedeschi a Sigmaringen. Con la Germania in fiamme e il regime di Vichy in fuga, il castello ricevette lo status di extraterritorialità e diventa un'enclave francese governata da una Commissione governativa francese. Nell'enclave erano presenti anche un'ambasciata tedesca, una giapponese e un consolato italiano. 
Questo «governo di Sigmaringen» (i cui "cittadini" ebbero vita davvero dura, soprattutto durante quell'ultimo inverno di guerra che fu freddissimo in tutta Europa) durò fino al 23 aprile 1945, quando la città fu conquistata dal 1º corpo d'armata francese.